# Іштван Магаш
Іштван Магаш (угор. István Magas, 22 лютого 1952) — угорський ватерполіст.
Срібний призер Олімпійських Ігор 1972 року.
Срібний призер Чемпіонату світу з водних видів спорту 1975, 1978 років.
Чемпіон Європи з водного поло 1977 року.